# 层内砾岩
层内礫岩（英語：Intraformational conglomerate）是碎屑顆粒為卵石大小的沉積物之一種。礫岩可根據礫石顆粒的來源分類， 如果這些礫石碎屑的礦物組成，與基質顯著不同，因此可能來自更古老的地層或來自沉積盆地之外地區 , 該礫岩被稱為层外砾岩。 如果這些碎屑與基質的岩性相同的礦物組成，則是來自準同生沉積盆地內的岩石，則該礫岩被稱為层内礫岩。 
鑒定层内礫岩的兩種公認指標是根據卵石顆粒的組成及形狀。若卵石顆粒是由泥屑組成，不論其形狀，代表其搬運距離短，因爲泥屑顆粒在搬運途中，易於被破壞，不易保存。第二種鑒定指標是卵石顆粒的的形狀。若是扁平的卵石顆粒，也代表短途搬運。經短途搬運而形成的沉積物，其碎屑顆粒的礦物組成與基質相似。

## 形成
层内礫岩在准同生期尚處在半結固狀態時，經侵蝕破壞和再沉積而成的礫石沉積物。通常是在淺水環境中形成。由泥屑卵石顆粒組成的层内礫岩，通常實在河道內或湖邊等環境中的侵蝕作用形成。由扁平卵石組成的层内礫岩則是在淺海底部或潮汐流沿海岸線地區，經由風暴或海嘯侵蝕潮灘而形成的。在這地區，海底為平坦的半固結的石灰泥碎屑岩。當強流通過時，這些半固結的石灰泥碎屑岩被破壞而掀起。
在加拿大Nova Scotia賓夕法尼亞世的河流相砂岩地層中有很多的侵蝕結構，在泥岩面上留下多處侵蝕面。指出曝露水面的證據。坍塌及層內礫岩都與侵蝕面有關。层内礫岩在海進的初期也能形成。 在法國Haute-Savoie 地區，其白堊紀的礫岩層由不同形狀的卵石構成。卵石顆粒是由海底的石灰質泥岩在半固結狀態被斷裂和重新沉積而形成层内礫岩。
海底侵蝕亦可形成层内礫岩。在波蘭的三叠紀Gogolin 的礫岩層，其卵石顆粒多爲扁平狀，由化學沉積的微晶石構成，很少碎屑物。這些卵石顆粒是當風暴來臨時，波浪基底下降，而造成水下侵蝕，並掀起海底的半固結沉積物。
波蘭發現同為上泥盆紀的礫岩層，卵石顆粒爲扁平狀鈣質和泥晶質卵石，因爲位於潮間帶，經由風暴潮或海嘯造成海底溝流，而分裂海底半固結沉積物，形成层内礫岩，其中卵石顆粒的位移很少。层内礫岩也在美國懷俄明州和蒙大拿州南部也被發現。